# 1977-es magyar tekebajnokság
Az 1977-es magyar tekebajnokság a harminckilencedik magyar bajnokság volt. Az egyéni bajnokságot június 4. és 5. között, a párosok bajnokságát szeptember 24. és 25. között rendezték meg Budapesten, a BKV Előre pályáján.

## Eredmények
| Versenyszám  | Arany                                              | Arany | Ezüst                                                      | Ezüst | Bronz                                       | Bronz |
| ------------ | -------------------------------------------------- | ----- | ---------------------------------------------------------- | ----- | ------------------------------------------- | ----- |
| Férfi egyéni | Csányi Béla Ferencvárosi TC                        | 1846  | Rákos József BKV Előre                                     | 1783  | Makkai Miklós Pápai Vasas                   | 1773  |
| Férfi páros  | Csányi Béla, Sütő László Ferencvárosi TC           | 3663  | Varga Miklós, Makkai Miklós Pápai Vasas                    | 3584  | Nagy László, Horváth József Ferencvárosi TC | 3526  |
| Női egyéni   | Tóth Katalin Kecskeméti MÁV                        | 889   | Süli Józsefné Szegedi EOL AK                               | 863   | Juhász Mária Kanizsa Sör                    | 847   |
| Női páros    | Holczer Lászlóné, Fekete Antalné Kőbányai Porcelán | 1698  | Tóth Józsefné, Szalma Józsefné Kanizsa Sör, Győri Lenszövő | 1613  | Pete Lászlóné, Harcz Árpádné BKV Előre      | 1612  |